# Fairweather Johnson
 (septembre 2008).
Si vous disposez d'ouvrages ou d'articles de référence ou si vous connaissez des sites web de qualité traitant du thème abordé ici, merci de compléter l'article en donnant les références utiles à sa vérifiabilité et en les liant à la section « Notes et références ».
Albums de Hootie and the Blowfish
Cracked Rear View
(1994) Musical Chairs
(1998)
Fairweather Johnson est le deuxième album du groupe de rock américain Hootie and the Blowfish. Ce deuxième album a connu un succès beaucoup moins flagrant que le précèdent, mais s'est écoulé tout de même à plus de 4 millions d'exemplaires.

## Liste des titres
1. Be the One
2. Sad Caper
3. Tucker's Town
4. She Crawls Away
5. So Strange
6. Old Man & Me
7. Earth Stopped Cold at Dawn
8. Fairweather Johnson
9. Honeyscrew
10. Let It Breathe
11. Silly Little Pop Song
12. Fool
13. Tootie
14. When I'm Lonely

## Certifications
| Pays              | Certification | Unités certifiées |
| ----------------- | ------------- | ----------------- |
| États-Unis (RIAA) | 3 × Platine   | 3 000 000         |
| Royaume-Uni (BPI) | Or            | 100 000           |